# Jeremy Irons
Jeremy Irons (n. 19 septembrie 1948, Cowes, Anglia, Regatul Unit) este un actor englez. A obținut Premiul Oscar pentru cel mai bun actor în anul 1991, precum și unul din câștigătorii ai Triple Crown of Acting.

## Biografia
Jeremy John Irons s-a născut pe 19 septembrie 1948. După ce a urmat o perioadă de pregătire a carierei sale actoricești la Bristol Old Vic Theatre School, și-a început cariera pe scenă în 1969. De atunci a jucat în multe producții londoneze de teatru, printre care celebrele piese ale lui William Shakespeare Visul unei nopți de vară, Macbeth, Mult zgomot pentru nimic, Îmblânzirea Scorpiei sau Richard al II-lea. Și-a făcut debutul pe Broadway în producția semnată Tom Stoppard The Real Thing, pentru care a obținut și un premiu Tony pentru Cel mai bun actor. Primul său rol într-un film a venit în 1981, în drama The French Lieutenant's Woman, pentru care a fost nominalizat la Premiile BAFTA pentru Cel mai bun actor. Rolurile din filmele Moonlighting (1982), Betrayal (1983) sau The Mission (1986) i-au adus aprecierea criticilor și a publicului. Un alt rol foarte apreciat a fost cel din filmul Reversal of Fortune, pentru care a câștigat multe premii. De fapt acesta a fost începutul marilor producții pentru Jeremy, ca The House of the Spirits (1993), The Lion King (1994), Die Hard with a Vengeance (1995), Lolita (1997), The Merchant of Venice (2004), Being Julia (2004) sau Appaloosa (2008). Pentru debutul său în televiziune, cu serialul Brideshead Revisited din 1981, a fost nominalizat la Globurile de Aur. Mai mult, a jucat și alături de Helen Mirren în miniseria de televiziune Elizabeth I, pentru care a câștigat atât un premiu Emy cât și un Glob de Aur.

## Filmografie
| An        | Titlu                                                            | Rol                                  | Note |  |
| --------- | ---------------------------------------------------------------- | ------------------------------------ | --- |  |
| 1980      | Nijinsky                                                         | Mikhail Fokine                       | |  |
| 1981      | Iubita locotenentului francez                                    | Charles Henry Smithson/ Mike         | Nominalizat — Premiul BAFTA pentru cel mai bun actor |  |
| 1981      | Brideshead Revisited                                             | Charles Ryder                        | - Nominated — British Academy Television Award for Best Actor - Nominated — Emmy Award for Outstanding Lead Actor – Miniseries or a Movie - Nominated — Golden Globe Award for Best Actor – Miniseries or Television Film |  |
| 1982      | Moonlighting                                                     | Nowak                                | |  |
| 1983      | Betrayal                                                         | Jerry                                | |  |
| 1984      | The Wild Duck                                                    | Harold                               | |  |
| 1984      | Swann in Love                                                    | Charles Swann                        | |  |
| 1986      | The Mission                                                      | Father Gabriel                       | Nominated — Golden Globe Award for Best Actor - Motion Picture Drama |  |
| 1988      | A Chorus of Disapproval                                          | Guy Jones                            | |  |
| 1987      | My Fair Lady                                                     | Henry Higgins                        | |  |
| 1988      | Dead Ringers                                                     | Beverly Mantle/ Elliot Mantle        | - Chicago Film Critics Association Award for Best Actor - Genie Award for Best Performance by an Actor in a Leading Role - New York Film Critics Circle Award for Best Actor - Nominated – Saturn Award for Best Actor |  |
| 1989      | Australia                                                        | Edouard Pierson                      | |  |
| 1989      | Danny, the Champion of the World                                 | William Smith                        | |  |
| 1990      | Reversal of Fortune                                              | Claus von Bülow                      | - Academy Award for Best Actor - Boston Society of Film Critics Award for Best Actor - Chicago Film Critics Association Award for Best Actor - David di Donatello Award for Best Foreign Actor - Golden Globe Award for Best Actor - Motion Picture Drama - Kansas City Film Critics Circle Award for Best Actor - Los Angeles Film Critics Association Award for Best Actor - National Society of Film Critics Award for Best Actor |  |
| 1991      | The Beggar's Opera                                               | Prisoner                             | |  |
| 1991      | Kafka                                                            | Kafka                                | |  |
| 1992      | The Timekeeper                                                   | H.G. Wells                           | |  |
| 1992      | Waterland                                                        | Tom Crick                            | |  |
| 1992      | Damage                                                           | Dr. Stephen Fleming                  | |  |
| 1993      | M. Butterfly                                                     | René Gallimard                       | |  |
| 1993      | The House of the Spirits                                         | Esteban Trueba                       | |  |
| 1994      | Spaceship Earth                                                  | Narrator                             | |  |
| 1994      | The Lion King                                                    | Scar                                 | - voice actor - Annie Award for Best Achievement for Voice Acting - Nominated – MTV Movie Award for Best Villain |  |
| 1995      | Die Hard with a Vengeance                                        | Simon Gruber                         | |  |
| 1996      | Stealing Beauty                                                  | Alex                                 | Nominated – Satellite Award for Best Supporting Actor – Motion Picture |  |
| 1997      | Chinese Box                                                      | John                                 | |  |
| 1997      | Lolita                                                           | Humbert Humbert                      | |  |
| 1998      | The Man in the Iron Mask                                         | Aramis                               | |  |
| 1999      | Islands of Adventure: Poseidon's Fury: Escape from the Lost City | Poseidon                             | voice actor |  |
| 2000      | Dungeons & Dragons                                               | Profion                              | |  |
| 2000      | Longitude                                                        | Rupert Gould                         | Television series (4 episodes) |  |
| 2001      | The Fourth Angel                                                 | Jack Elgin                           | |  |
| 2001      | Beckett on Film – Ohio Impromptu                                 | Reader/ Listener                     | |  |
| 2002      | Callas Forever                                                   | Larry Kelly                          | |  |
| 2002      | Last Call                                                        | F. Scott Fitzgerald                  | |  |
| 2002      | Mașina timpului                                                  | Über-Morlock                         | |  |
| 2003      | And Now... Ladies and Gentlemen                                  | Valentin Valentin                    | |  |
| 2003      | Kingdom of David: The Saga of the Israelites                     | Voce                                 | |  |
| 2003      | Broadway: The Golden Age, by the Legends Who Were There          | Himself                              | |  |
| 2004      | Mathilde                                                         | Pukovnik Unprofora                   | |  |
| 2004      | The Merchant of Venice                                           | Antonio                              | |  |
| 2004      | Being Julia                                                      | Michael Gosselyn                     | Nominated – Satellite Award for Best Supporting Actor – Motion Picture |  |
| 2005      | Gallipoli                                                        | Gallipoli                            | |  |
| 2005      | Kingdom of Heaven                                                | Tiberias                             | |  |
| 2005      | Casanova                                                         | Pucci                                | |  |
| 2006      | Inland Empire                                                    | Kingsley Stewart                     | |  |
| 2006      | Eragon                                                           | Brom                                 | |  |
| 2006      | Elizabeth I                                                      | Robert Dudley, 1st Earl of Leicester | - Television miniseries - Emmy Award for Outstanding Supporting Actor – Miniseries or a Movie - Golden Globe Award for Best Supporting Actor – Series, Miniseries or Television Film - Screen Actors Guild Award for Best Actor - Miniseries or Television Movie |  |
| 2008      | The Colour of Magic                                              | Havelock Vetinari                    | Mini-serial de televiziune |  |
| 2008      | Appaloosa                                                        | Randall Bragg                        | |  |
| 2009      | The Pink Panther 2                                               | Alonso Avellaneda                    | |  |
| 2009      | Georgia O'Keeffe                                                 | Alfred Stieglitz                     | - Sony Pictures Television for Lifetime - Nominated – Golden Globe Award for Best Actor – Miniseries or Television Film |  |
| 2011      | Margin Call                                                      | John Tuld                            | |  |
| 2011–2013 | The Borgias                                                      | Rodrigo Borgia                       | Serial de televiziune - 29 de episoade |  |
| 2012      | The Words                                                        | The Old Man                          | Brian Klugman & Lee Sternthal |  |
| 2012      | Trashed                                                          | Himself                              | Candida Brady |  |
| 2012      | The Simpsons                                                     | Bar Rag (voce)                       | TV series (1 episod: "Moe Goes from Rags to Riches") |  |
| 2012      | Henry IV Part I and Part II                                      | Henry IV                             | Richard Eyre |  |
| 2013      | Life on Fire                                                     | Narrator                             | TV documentary series (6 episodes) |  |
| 2013      | Night Train to Lisbon                                            | Raimund Gregorius                    | |  |
| 2013      | Beautiful Creatures                                              | Macon Ravenwood                      | |  |
| 2015      | High-Rise                                                        | Anthony Royal                        | |  |
| 2016      | Race                                                             | Avery Brundage                       | |  |
| 2016      | Batman v Superman: Dawn of Justice                               | Alfred Pennyworth                    | |  |
| 2016      | The Man Who Knew Infinity                                        | Matthew Brown                        | |  |
| 2016      | Assassin's Creed                                                 | Alan Rikkin                          | Post-production |  |
| 2017      | Justice League                                                   | Alfred Pennyworth                    | Filming |  |

### Piese de teatru
Following training at the Bristol Old Vic Theatre school Irons initially stayed with the company:
| An        | Producție                     | Rol              | Teatru                                       |
| --------- | ----------------------------- | ---------------- | -------------------------------------------- |
| 1969      | The Winter's Tale             | Florizel         | Bristol Old Vic                              |
| 1969      | Hay Fever                     | Simon            | Bristol Old Vic                              |
| 1969      | What the Butler Saw           | Nick             | Bristol Old Vic                              |
| 1969      | Major Barbara                 |                  | Bristol Old Vic                              |
| 1969      | A Servant of Two Masters      |                  | Bristol Old Vic                              |
| 1969      | Macbeth                       |                  | Bristol Old Vic                              |
| 1969      | The Boy Friend                |                  | Bristol Old Vic                              |
| 1970      | As You Like It                |                  | Bristol Old Vic                              |
| 1970      | Oh! What a Lovely War         |                  | Little Theatre Bristol                       |
| 1970      | The School for Scandal        |                  | Little Theatre Bristol                       |
| 1971–1973 | Godspell                      | John/Judas       | Roundhouse and Wyndham's Theatre             |
| 1973      | The Diary of a Madman         | The Madman       | Act Inn                                      |
| 1974      | Much Ado About Nothing        | Don Pedro in     | Young Vic                                    |
| 1974      | The Caretaker                 | Mick             | Young Vic                                    |
| 1975      | The Taming of the Shrew       | Petruchio        | Roundhouse                                   |
| 1976      | Wild Oats                     | Harry Thunder    | Aldwych Theatre                              |
| 1977      | Wild Oats                     | Harry Thunder    | Stratford and Piccadilly Theatre             |
| 1978      | The Rear Column               | Jameson          | Globe Theatre                                |
| 1984      | The Real Thing                | Henry            | New York                                     |
| 1986      | The Winter's Tale             | Leontes          | Royal Shakespeare Theatre                    |
| 1986      | The Rover                     | Willmore         | Swan Theatre and Mermaid Theatre             |
| 1986      | Richard II                    | Richard II       | Royal Shakespeare Theatre                    |
| 1987      | Richard II                    | Richard II       | Barbican Theatre                             |
| 2003      | A Little Night Music          | Fredrik Egerman  | New York                                     |
| 2005      | Celebration                   | Russell          | Gate Theatre and Albery Theatre              |
| 2006      | Embers                        | Henrik           | Duke of York's Theatre                       |
| 2008      | Never So Good                 | Harold Macmillan | National Theatre                             |
| 2009      | Impressionism                 | Thomas Buckle    | Gerald Schoenfeld Theatre                    |
| 2013      | The Mystery Plays             | God              | Gloucester Cathedral and Worcester Cathedral |
| 2016      | Long Day's Journey into Night | James Tyrone     | Bristol Old Vic                              |